# Betula pumila
Betula pumila är en björkväxtart som beskrevs av Carl von Linné. Betula pumila ingår i släktet björkar, och familjen björkväxter. Inga underarter finns listade.

## Bildgalleri

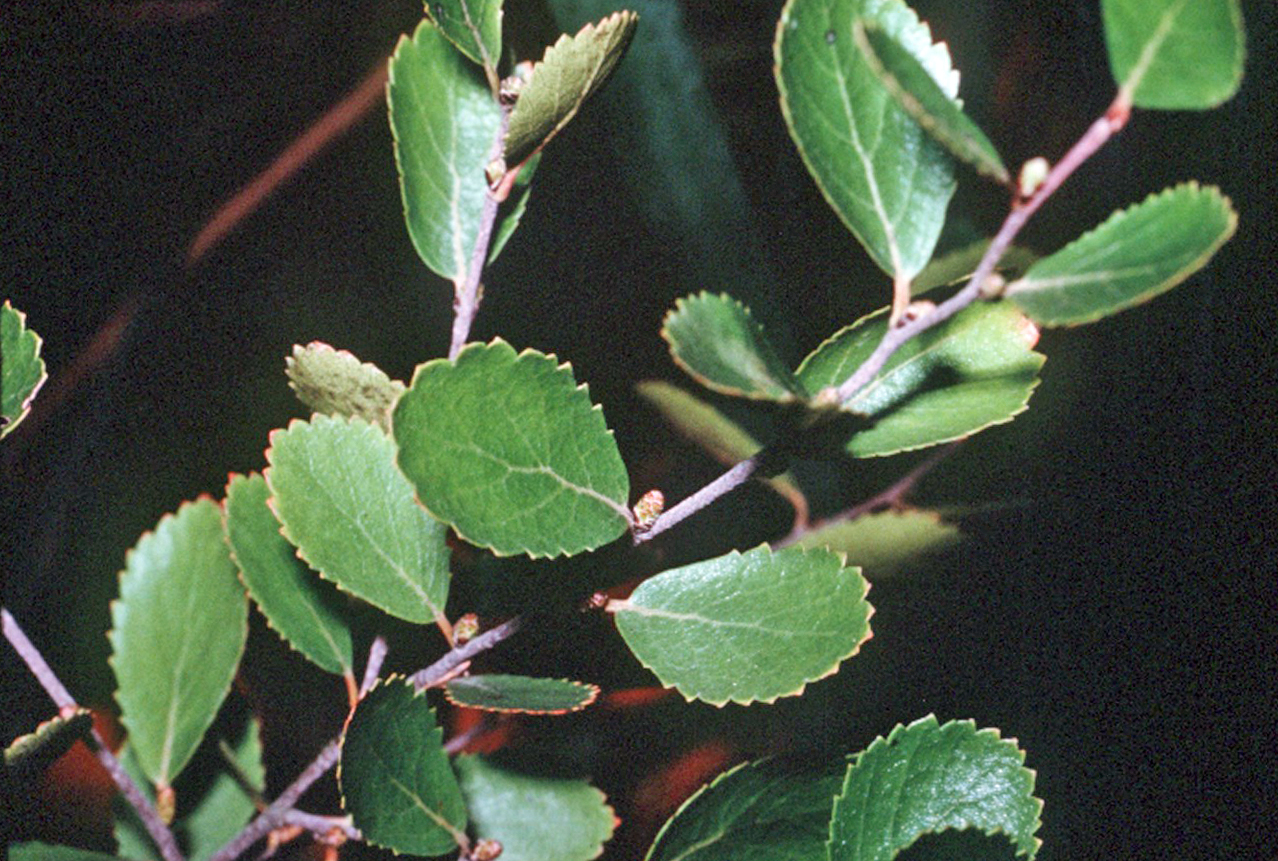
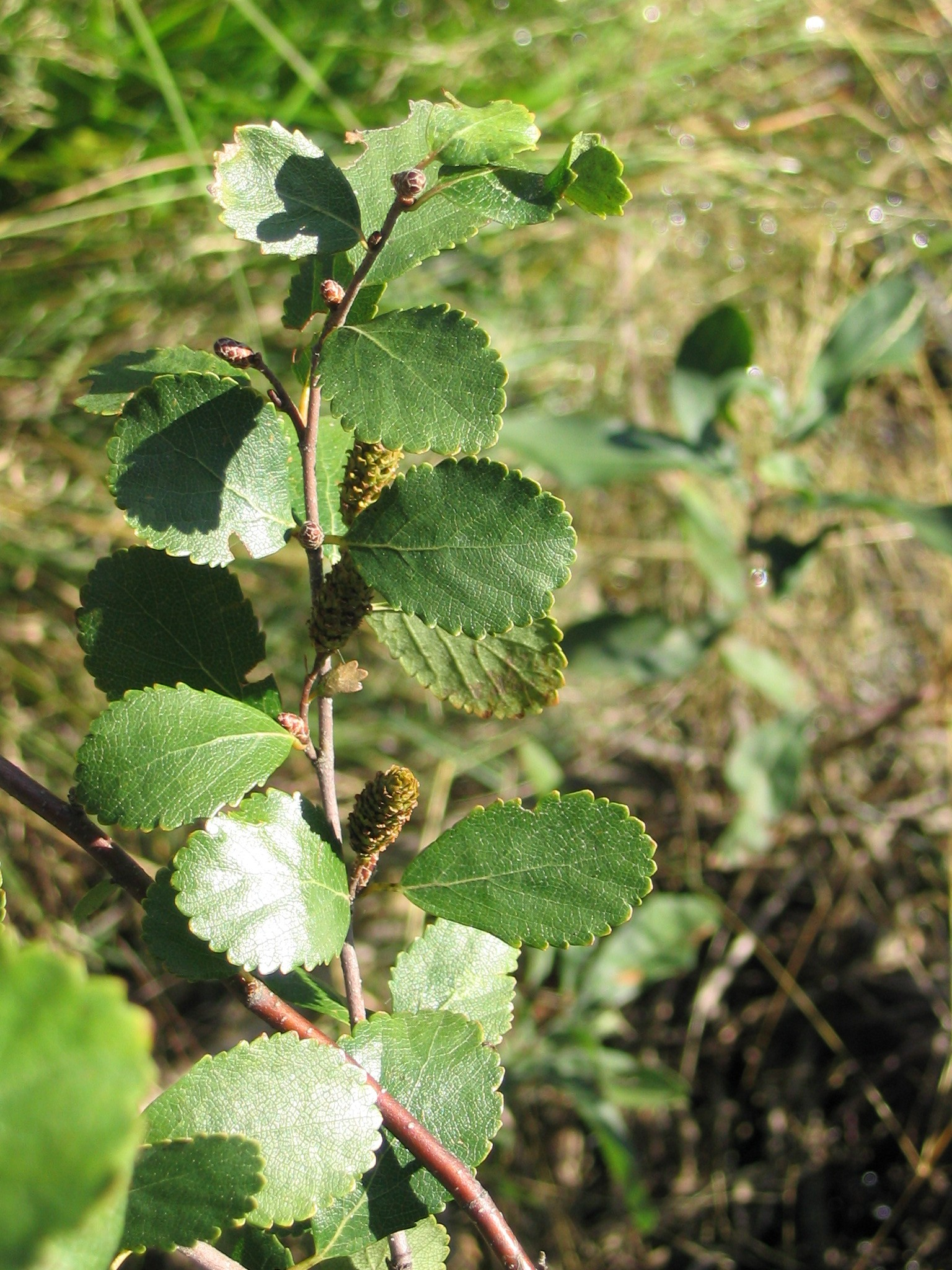
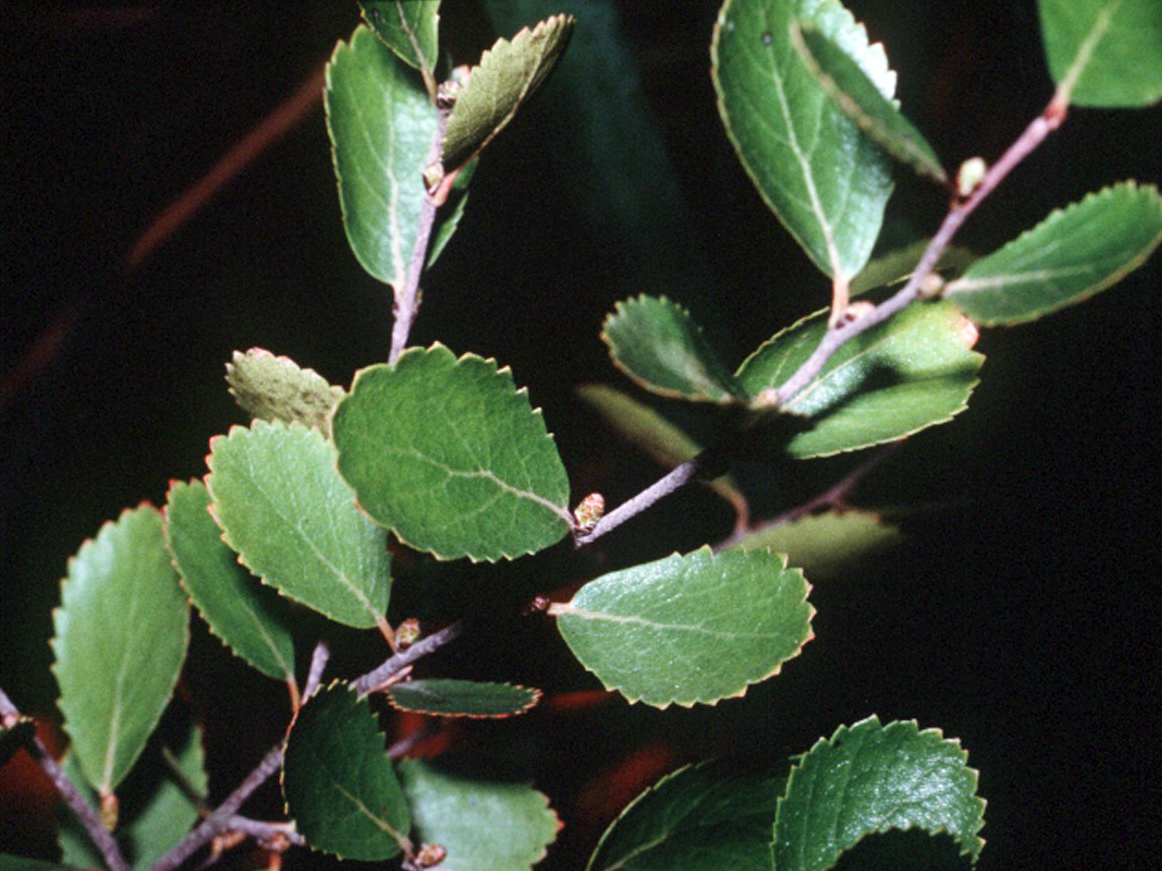